# Zwiazda
Zwiazda (biał. Звязда) – białoruska państwowa gazeta codzienna.
Założona jako organ mińskiego komitetu Komunistycznej Partii Związku Radzieckiego, początkowo wydawana wyłącznie w języku rosyjskim.
Pierwszy numer ukazał się 9 sierpnia 1917 roku. Nakład wyniósł 1500 egzemplarzy, redaktorem naczelnym został Aleksander Miasinikian.
Dwukrotnie zamykana przez Rząd Tymczasowy, wychodziła pod nazwami Mołot (od 15 września do 6 października 1917) i Buriewiestnik (od 8 do 29 października 1917). W czasie I wojny światowej oraz Wojny polsko-bolszewickiej była drukowana w Smoleńsku.
Od 1925 gazeta wychodziła w języku rosyjskim i białoruskim, a od 1927 wyłącznie w białoruskim. Od 1944 do 1991 była organem Komunistycznej Partii Białorusi, białoruskiego parlamentu oraz Rady Ministrów Białoruskiej Socjalistycznej Republiki Radzieckiej. Obecnie jest jedynym państwowym i jednym z nielicznych w ogóle białoruskojęzycznych mediów na Białorusi.